# Гоголин (железопътна гара)
Гоголин (на полски: Gogolin) е железопътна гара в Гоголин, Южна Полша.
Разположена е на железопътна линия 136 (Ополе Грошовице – Кенджежин Кожле) и железопътна линия 306 (Гоголин – Прудник).